# Мідвей (Нью-Мексико)
Мідвей (англ. Midway) — переписна місцевість (CDP) в США, в окрузі Чавес штату Нью-Мексико. Населення — 818 осіб (2020).

## Географія
Мідвей розташований за координатами 33°17′50″ пн. ш. 104°27′4″ зх. д. / 33.29722° пн. ш. 104.45111° зх. д. (33.297244, -104.451165).  За даними Бюро перепису населення США в 2010 році переписна місцевість мала площу 6,45 км², з яких 6,44 км² — суходіл та 0,01 км² — водойми.

## Демографія
Згідно з переписом 2010 року, у переписній місцевості мешкала 971 особа в 323 домогосподарствах у складі 243 родин. Густота населення становила 151 особа/км².  Було 375 помешкань (58/км²).
Расовий склад населення:
| - 61,2 % — білих - 1,2 % — чорних або афроамериканців - 0,7 % — корінних американців - 0,6 % — азіатів - 33,1 % — осіб інших рас |

До двох чи більше рас належало 3,2 %. Частка іспаномовних становила 67,3 % від усіх жителів.
За віковим діапазоном населення розподілялося таким чином: 28,1 % — особи молодші 18 років, 57,4 % — особи у віці 18—64 років, 14,5 % — особи у віці 65 років та старші. Медіана віку мешканця становила 37,8 року. На 100 осіб жіночої статі у переписній місцевості припадало 101,5 чоловіків;  на 100 жінок у віці від 18 років та старших — 105,9 чоловіків також старших 18 років.
Середній дохід на одне домашнє господарство  становив 37 800 доларів США (медіана — 27 371), а середній дохід на одну сім'ю — 44 333 долари (медіана — 34 766). За межею бідності перебувало 42,8 % осіб, у тому числі 75,4 % дітей у віці до 18 років та 28,0 % осіб у віці 65 років та старших.
Цивільне працевлаштоване населення становило 326 осіб. Основні галузі зайнятості: публічна адміністрація — 25,2 %, мистецтво, розваги та відпочинок — 16,3 %, сільське господарство, лісництво, риболовля — 16,3 %.